# IBU Cup 2015-2016
Ne doit pas être confondu avec Coupe du monde de biathlon 2015-2016.
Navigation
Édition précédente Édition suivante
L'IBU Cup 2015-2016 est la huitième édition de l'IBU Cup de biathlon. Elle a lieu du 28 novembre 2015, lors de la première étape disputée à Idre, au 12 mars 2016 à Martell-Val Martello. Le circuit comprend neuf destinations.

## Programme
| \| Idre Ridnaun-Val Ridanna Obertilliach N.M. Duszniki-Zdrój Abersee Osrblie Tioumen Martell-Val Martello \| Les sites des compétitions en Europe (NB: NM→ Nove Mesto) |
| Idre Ridnaun-Val Ridanna Obertilliach N.M. Duszniki-Zdrój Abersee Osrblie Tioumen Martell-Val Martello                                                                 |

## Attribution des points
| Place  | 1  | 2  | 3  | 4  | 5  | 6  | 7  | 8  | 9  | 10 | 11 | 12 | 13 | 14 | 15 | 16 | 17 | 18 | 19 | 20 | 21 | 22 | 23 | 24 | 25 | 26 | 27 | 28 | 29 | 30 | 31 | 32 | 33 | 34 | 35 | 36 | 37 | 38 | 39 | 40 |
| ------ | -- | -- | -- | -- | -- | -- | -- | -- | -- | -- | -- | -- | -- | -- | -- | -- | -- | -- | -- | -- | -- | -- | -- | -- | -- | -- | -- | -- | -- | -- | -- | -- | -- | -- | -- | -- | -- | -- | -- | -- |
| Points | 60 | 54 | 48 | 43 | 40 | 38 | 36 | 34 | 32 | 31 | 30 | 29 | 28 | 27 | 26 | 25 | 24 | 23 | 22 | 21 | 20 | 19 | 18 | 17 | 16 | 15 | 14 | 13 | 12 | 11 | 10 | 9  | 8  | 7  | 6  | 5  | 4  | 3  | 2  | 1  |

## Classements

### Classements généraux
| Rang | Nom                   | Points | Victoire(s) |
| ---- | --------------------- | ------ | ----------- |
| 1    | Nadine Horchler       | 633    | 1           |
| 2    | Svetlana Sleptsova    | 620    | 2           |
| 3    | Galina Nechkasova     | 574    | 1           |
| 4    | Olga Iakushova        | 559    | 3           |
| 5    | Marine Bolliet        | 452    | 2           |
| 6    | Anna Shcherbinina     | 450    | -           |
| 7    | Victoria Slivko       | 414    | -           |
| 8    | Anastasiya Merkushyna | 403    | -           |
| 9    | Karolin Horchler      | 384    | -           |
| 10   | Coline Varcin         | 382    | 1           |

| Rang | Nom               | Points | Victoire(s) |
| ---- | ----------------- | ------ | ----------- |
| 1    | Matvey Eliseev    | 679    | 4           |
| 2    | Florian Graf      | 595    | 1           |
| 3    | Petr Pashchenko   | 586    | 2           |
| 4    | Anton Babikov     | 542    | 4           |
| 5    | Matthias Bischl   | 480    | -           |
| 6    | Yury Shopin       | 431    | 1           |
| 7    | Fabien Claude     | 387    | 1           |
| 8    | Florent Claude    | 360    | -           |
| 9    | Steffen Bartscher | 338    | -           |
| 10   | Aristide Begue    | 313    | -           |

### Classement par discipline

#### Individuel
| Rang | Nom                | Points |
| ---- | ------------------ | ------ |
| 1    | Svetlana Sleptsova | 84     |
| 2    | Alexia Runggaldier | 72     |
| 3    | Marine Bolliet     | 70     |
| 4    | Nadine Horchler    | 59     |
| 5    | Victoria Slivko    | 58     |

| Rang | Nom             | Points |
| ---- | --------------- | ------ |
| 1    | Matvey Eliseev  | 120    |
| 2    | Anton Babikov   | 81     |
| 3    | Yuri Shopin     | 77     |
| 4    | Florian Graf    | 77     |
| 5    | Matthias Dorfer | 74     |

#### Sprint
| Rang | Nom                | Points |
| ---- | ------------------ | ------ |
| 1    | Nadine Horchler    | 412    |
| 2    | Galina Nechkasova  | 366    |
| 3    | Olga Iakushova     | 356    |
| 4    | Svetlana Sleptsova | 351    |
| 5    | Anna Shcherbinina  | 291    |

| Rang | Nom             | Points |
| ---- | --------------- | ------ |
| 1    | Petr Pashchenko | 429    |
| 2    | Matvey Eliseev  | 380    |
| 3    | Florian Graf    | 340    |
| 4    | Matthias Bischl | 332    |
| 5    | Fabien Claude   | 300    |

#### Poursuite
| Rang | Nom                | Points |
| ---- | ------------------ | ------ |
| 1    | Svetlana Sleptsova | 183    |
| 2    | Galina Nechkasova  | 157    |
| 3    | Olga Iakushova     | 148    |
| 4    | Nadine Horchler    | 148    |
| 5    | Victoria Slivko    | 121    |

| Rang | Nom            | Points |
| ---- | -------------- | ------ |
| 1    | Anton Babikov  | 174    |
| 2    | Matvey Eliseev | 171    |
| 3    | Florian Graf   | 136    |
| 4    | Florent Claude | 126    |
| 5    | Yury Shopin    | 119    |

## Calendrier et podiums

### Femmes
| Étape                                                          | Lieu                               | Épreuve            | Date             | Vainqueur          | Deuxième              | Troisième                  | Leader du classement général |
| -------------------------------------------------------------- | ---------------------------------- | ------------------ | ---------------- | ------------------ | --------------------- | -------------------------- | ---------------------------- |
| 1                                                              | Idre                               | Sprint 7,5 km      | 28 novembre 2015 | Magdalena Gwizdoń  | Uliana Kaisheva       | Célia Aymonier             | Magdalena Gwizdoń            |
| 1                                                              | Idre                               | Sprint 7,5 km      | 29 novembre 2015 | Bente Landheim     | Uliana Kaisheva       | Hilde Fenne                | Uliana Kaisheva              |
| 2                                                              | Ridanna                            | Sprint 7,5 km      | 12 décembre 2015 | Iryna Varvynets    | Anaïs Chevalier       | Anna Shcherbinina          | Uliana Kaisheva              |
| 2                                                              | Ridanna                            | Poursuite 10 km    | 13 décembre 2015 | Galina Nechkasova  | Chloé Chevalier       | Iryna Varvynets            | Galina Nechkasova            |
| 3                                                              | Obertilliach                       | Individuel 15 km   | 18 décembre 2015 | Svetlana Sleptsova | Lene Berg Aadlandsvik | Alina Raikova              | Galina Nechkasova            |
| 3                                                              | Obertilliach                       | Sprint 7,5 km      | 19 décembre 2015 | Tatiana Akimova    | Olga Vilukhina        | Alexia Runggaldier         | Galina Nechkasova            |
| 4                                                              | Nové Město                         | Sprint 7,5 km      | 9 janvier 2016   | Olga Iakushova     | Anastasia Zagoruiko   | Célia Aymonier             | Galina Nechkasova            |
| 4                                                              | Nové Město                         | Sprint 7,5 km      | 10 janvier 2016  | Anaïs Chevalier    | Iana Bondar           | Svetlana Sleptsova         | Galina Nechkasova            |
| 5                                                              | Duszniki-Zdrój Ridnaun-Val Ridanna | Sprint 7,5 km      | 14 janvier 2016  | Coline Varcin      | Olga Iakushova        | Svetlana Sleptsova         | Galina Nechkasova            |
| 5                                                              | Duszniki-Zdrój Ridnaun-Val Ridanna | Poursuite 10 km    | 16 janvier 2016  | Svetlana Sleptsova | Nadine Horchler       | Coline Varcin              | Galina Nechkasova            |
| 6                                                              | Arbersee                           | Sprint 7,5 km      | 21 janvier 2016  | Olga Iakushova     | Iana Bondar           | Galina Nechkasova          | Galina Nechkasova            |
| 6                                                              | Arbersee                           | Poursuite 10 km    | 22 janvier 2016  | Olga Iakushova     | Svetlana Sleptsova    | Anna Shcherbinina          | Galina Nechkasova            |
| 7                                                              | Brezno-Osrblie                     | Individuel 15 km   | 13 février 2016  | Marine Bolliet     | Anastasia Zagoruiko   | Julia Schwaiger            | Galina Nechkasova            |
| 7                                                              | Brezno-Osrblie                     | Sprint 7,5 km      | 14 février 2016  | Tiril Eckhoff      | Fanny Horn Birkeland  | Nadine Horchler            | Svetlana Sleptsova           |
| Championnats d'Europe de biathlon 2016 (22 au 28 février 2016) |                                    |                    |                  |                    |                       |                            |                              |
| CE                                                             | Tioumen                            | Sprint 7,5 km      | 25 février 2016  | Nadine Horchler    | Karolin Horchler      | Annika Knoll               | Nadine Horchler              |
| CE                                                             | Tioumen                            | Poursuite 10 km    | 27 février 2016  | Nadezhda Skardino  | Karolin Horchler      | Ingrid Landmark Tandrevold | Nadine Horchler              |
| CE                                                             | Tioumen                            | Mass start 12,5 km | 28 février 2016  | Luise Kummer       | Paulína Fialková      | Ingrid Landmark Tandrevold | Nadine Horchler              |
| Fin des championnats d'Europe                                  |                                    |                    |                  |                    |                       |                            |                              |
| 8                                                              | Martell-Val Martello               | Sprint 7,5 km      | 10 mars 2016     | Marine Bolliet     | Hilde Fenne           | Karolin Horchler           | Nadine Horchler              |
| 8                                                              | Martell-Val Martello               | Sprint 7,5 km      | 12 mars 2016     | Nadiia Bielkina    | Svetlana Sleptsova    | Marine Bolliet             | Nadine Horchler              |

### Hommes
| Étape                                                          | Lieu                   | Épreuve           | Date             | Vainqueur          | Deuxième           | Troisième                  | Leader du classement général   |
| -------------------------------------------------------------- | ---------------------- | ----------------- | ---------------- | ------------------ | ------------------ | -------------------------- | ------------------------------ |
| 1                                                              | Idre                   | Sprint 10 km      | 28 novembre 2015 | Petr Pashchenko    | Erlend Bjøntegaard | Matthias Bischl            | Petr Pashchenko                |
| 1                                                              | Idre                   | Sprint 10 km      | 29 novembre 2015 | Matvey Eliseev     | Oleksander Zhyrnyi | Erling Aakvik              | Petr Pashchenko Matvey Eliseev |
| 2                                                              | Ridnaun-Val Ridanna    | Sprint 10 km      | 12 décembre 2015 | Anton Babikov      | Alexander Os       | Matvey Eliseev             | Matvey Eliseev                 |
| 2                                                              | Ridnaun-Val Ridanna    | Poursuite 12,5 km | 13 décembre 2015 | Anton Babikov      | Matvey Eliseev     | Florent Claude             | Matvey Eliseev                 |
| 3                                                              | Obertilliach           | Individuel 20 km  | 18 décembre 2015 | Matvey Eliseev     | Anton Babikov      | Yuri Shopin                | Matvey Eliseev                 |
| 3                                                              | Obertilliach           | Sprint 10 km      | 19 décembre 2015 | Timofey Lapshin    | Matvey Eliseev     | Antonin Guigonnat          | Matvey Eliseev                 |
| 4                                                              | Nové Město             | Sprint 10 km      | 9 janvier 2016   | Fabien Claude      | Timofey Lapshin    | Dzmitry Abasheu            | Matvey Eliseev                 |
| 4                                                              | Nové Město             | Sprint 10 km      | 10 janvier 2016  | Petr Pashchenko    | Timofey Lapshin    | Johannes Kuehn             | Matvey Eliseev                 |
| 5                                                              | Duszniki-Zdrój Ridanna | Sprint 10 km      | 14 janvier 2016  | Anton Babikov      | Alexey Slepov      | Matvey Eliseev             | Matvey Eliseev                 |
| 5                                                              | Duszniki-Zdrój Ridanna | Poursuite 12,5 km | 16 janvier 2016  | Alexey Slepov      | Anton Babikov      | Vetle Sjåstad Christiansen | Matvey Eliseev                 |
| 6                                                              | Arbersee               | Sprint 10 km      | 21 janvier 2016  | Matvey Eliseev     | Yuri Shopin        | Petr Pashchenko            | Matvey Eliseev                 |
| 6                                                              | Arbersee               | Poursuite 12,5 km | 22 janvier 2016  | Yuri Shopin        | Philipp Horn       | Aliaksandr Darozhka        | Matvey Eliseev                 |
| 7                                                              | Brezno-Osrblie         | Individuel 20 km  | 13 février 2016  | Matvey Eliseev     | Krassimir Anev     | Matthias Bischl            | Matvey Eliseev                 |
| 7                                                              | Brezno-Osrblie         | Sprint 10 km      | 14 février 2016  | Eduard Latypov     | Jaroslav Soukup    | Ruslan Tkalenko            | Matvey Eliseev                 |
| Championnats d'Europe de biathlon 2016 (22 au 28 février 2016) |                        |                   |                  |                    |                    |                            |                                |
| CE                                                             | Tioumen                | Sprint 10 km      | 25 février 2016  | Evgeniy Garanichev | Henrik L'Abée-Lund | Anton Babikov              | Matvey Eliseev                 |
| CE                                                             | Tioumen                | Poursuite 12,5 km | 27 février 2016  | Anton Babikov      | Evgeniy Garanichev | Florian Graf               | Matvey Eliseev                 |
| CE                                                             | Tioumen                | Mass start 15 km  | 28 février 2016  | Florian Graf       | Jaroslav Soukup    | Vladimir Iliev             | Matvey Eliseev                 |
| Fin des championnats d'Europe                                  |                        |                   |                  |                    |                    |                            |                                |
| 8                                                              | Martell-Val Martello   | Sprint 10 km      | 10 mars 2016     | Antonin Guigonnat  | Alexey Slepov      | Andreas Dahlø Wærnes       | Matvey Eliseev                 |
| 8                                                              | Martell-Val Martello   | Sprint 10 km      | 12 mars 2016     | Alexey Slepov      | Petr Pashchenko    | Florian Graf               | Matvey Eliseev                 |

### Mixte
| Etape                                                          | Lieu                               | Épreuve                 | Date             | Vainqueur                                                                           | Deuxième                                                                                        | Troisième                                                                                     |
| -------------------------------------------------------------- | ---------------------------------- | ----------------------- | ---------------- | ----------------------------------------------------------------------------------- | ----------------------------------------------------------------------------------------------- | --------------------------------------------------------------------------------------------- |
| 2                                                              | Ridnaun-Val Ridanna                | Relais simple           | 11 décembre 2015 | France - Anaïs Chevalier - Aristide Bègue                                           | Allemagne - Luise Kummer - Matthias Dorfer                                                      | Russie - Olga Vilukhina - Semen Suchilov                                                      |
| 2                                                              | Ridnaun-Val Ridanna                | Relais (2×6 + 2×7,5 km) | 11 décembre 2015 | Russie - Victoria Slivko - Uliana Kaisheva - Matvey Eliseev - Aleksey Volkov        | Allemagne - Nadine Horchler - Karolin Horchler - Johannes Kuehn - Steffen Bartscher             | Ukraine - Anastasiya Merkushyna - Iryna Varvynets - Vitaliy Kilchytskyy - Dmytro Rusinov      |
| 5                                                              | Duszniki-Zdrój Ridnaun-Val Ridanna | Relais (2×6 + 2×7,5 km) | 17 janvier 2016  | Ukraine - Yuliya Zhuravok - Nadiia Bielkina - Andriy Dotsenko - Artem Pryma         | Russie - Olga Vilukhina - Olga Iakushova - Semen Suchilov - Anton Babikov                       | Norvège - Kaia Woeien Nicolaisen - Bente Landheim - Alexander Os - Vetle Sjåstad Christiansen |
| 6                                                              | Arbersee                           | Relais simple           | 23 janvier 2016  | Ukraine - Anastasiya Merkushyna - Artem Tyszczenko                                  | Kazakhstan - Olga Poltoranina - Alexander Trifonov                                              | Norvège - Elise Ringen - Kristoffer Skjelvik                                                  |
| 6                                                              | Arbersee                           | Relais (2×6 + 2×7,5 km) | 23 janvier 2016  | Ukraine - Nadiia Bielkina - Iana Bondar - Ruslan Tkalenko - Dmytro Rusinov          | Norvège - Sigrid Bilstad Neraasen - Lene Berg Aadlandsvik - Andreas Dahlø Wærnes - Erling Alvik | Biélorussie - Nastassia Dubarezava - Kristina Ilchenko - Yuriy Dov - Aliaksandr Darozhka      |
| Championnats d'Europe de biathlon 2016 (22 au 28 février 2016) |                                    |                         |                  |                                                                                     |                                                                                                 |                                                                                               |
| CE                                                             | Tioumen                            | Relais simple           | 24 février 2016  | Russie - Victoria Slivko - Anton Babikov                                            | Allemagne - Luise Kummer - Matthias Dorfer                                                      | Norvège - Ingrid Landmark Tandrevold - Vetle Sjåstad Christiansen                             |
| CE                                                             | Tioumen                            | Relais (2×6 + 2×7,5 km) | 24 février 2016  | Russie - Anastasia Zagoruiko - Olga Iakushova - Matvey Eliseev - Evgeniy Garanichev | Slovaquie - Paulína Fialková - Jana Gereková - Matej Kazár - Martin Otčenáš                     | Norvège - Sigrid Bilstad Neraasen - Bente Landheim - Henrik L'Abée-Lund - Håvard Bogetveit    |
| Fin des championnats d'Europe                                  |                                    |                         |                  |                                                                                     |                                                                                                 |                                                                                               |
| 8                                                              | Martello                           | Relais simple           | 13 mars 2016     | Russie - Galina Nechkasova - Yuri Shopin                                            | Norvège - Thekla Brun-Lie - Vetle Sjåstad Christiansen                                          | France - Julia Simon - Florent Claude                                                         |
| 8                                                              | Martello                           | Relais (2×6 + 2×7,5 km) | 13 mars 2016     | Russie - Svetlana Sleptsova - Anna Shcherbinina - Semen Suchilov - Alexey Slepov    | France - Coline Varcin - Marine Bolliet - Aristide Bègue - Antonin Guigonnat                    | Ukraine - Yuliya Zhuravok - Nadiia Bielkina - Dmytro Rusinov - Vladimir Semakov               |